# SN 2008be
SN 2008be – supernowa typu IIn odkryta 12 marca 2008 roku w galaktyce NGC 5671. W momencie odkrycia miała maksymalną jasność 18,50m.